# Jelonka (województwo podlaskie)
Jelonka – wieś w Polsce położona w województwie podlaskim, w powiecie hajnowskim, w gminie Dubicze Cerkiewne. Leży w pobliżu źródła Orlanki dopływu Narwi.
| SIMC    | Nazwa     | Rodzaj    |
| ------- | --------- | --------- |
| 0028004 | Za Groblą | część wsi |

Wieś królewska starostwa kleszczelowskiego w ziemi bielskiej województwa podlaskiego w 1795 roku. W latach 1975–1998 miejscowość administracyjnie należała do województwa białostockiego.

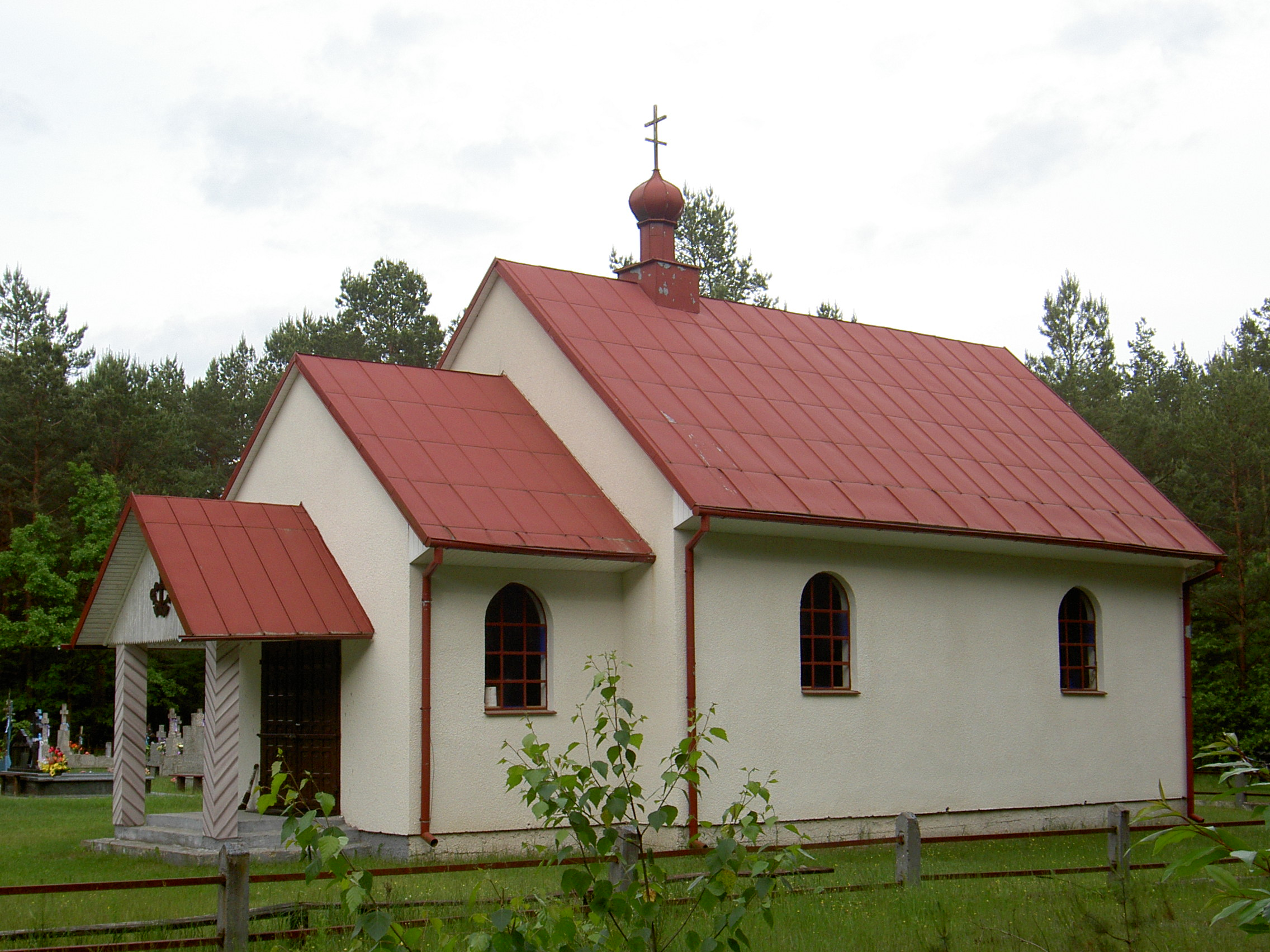
Cerkiew św. Jana Teologa na cmentarzu prawosławnym

We wsi znajdują się dwa cmentarze prawosławne założone w XIX wieku oraz cerkiew pw. św. Jana Teologa (podlegającą parafii w Dubiczach Cerkiewnych). Wierni kościoła rzymskokatolickiego należą do parafii św. Zygmunta w Kleszczelach.
Wieś w 2011 roku zamieszkiwały 62 osoby.

## Historia
Wieś wzmiankowana w 1568 roku, kiedy to król Zygmunt II August, przekazując miasto Kleszczele z przedmieściami w dzierżawę podkomorzemu drohickiemu Stanisławowi Chądzyńskiemu, dołączył do dzierżawy 6 wsi starostwa bielskiego: Żarywiec (Dubicze Cerkiewne), Obychodnik (Grabowiec), Czochy (Czechy Orlańskie), Jelonkę, Suchą Wolę (Suchowolce) i Rudę (Rutkę). Te przyłączone wsie tworzyły wołoszcz kleszczelską.
9 lipca 2004 roku trąba powietrzna zrównała z ziemią 60 budynków we wsi, a 20 rodzin straciło dach nad głową. 
Z Jelonki pochodził Zachar Kondratiuk (1906–1986), utalentowany kowal i rzemieślnik, charyzmatyk, cieszył się u miejscowej ludności opinią proroka. Postać doczekała się kilku opracowań.